# Laxabilla smaragdina
Laxabilla smaragdina är en insektsart som beskrevs av Sjöstedt 1934. Laxabilla smaragdina ingår i släktet Laxabilla och familjen gräshoppor. Inga underarter finns listade i Catalogue of Life.